# グナエウス・セルウィリウス・カエピオ (紀元前253年の執政官)
グナエウス・セルウィリウス・カエピオ（ラテン語: Gnaeus Servilius Caepio、生没年不詳）は紀元前3世紀中期の共和政ローマの政治家・軍人。紀元前265年に執政官（コンスル）を務めた。第一次ポエニ戦争の最中であり、カエピオは海軍を指揮した。

## 出自
パトリキであるセルウィリウス氏族の出身、セルウィウス氏族はアルバ・ロンガから最初にローマに移住した6氏族の一つである。カピトリニスのファスティによれば、父も祖父もプラエノーメン（第一名、個人名）はグナエウスである。紀元前252年と紀元前248年の執政官プブリウス・セルウィリウス・ゲミヌスはいとこである。
紀元前203年の執政官グナエウス・セルウィリウス・カエピオは、おそらくは子か孫と思われる。

## 経歴
カエピオが歴史記録に登場するのは、紀元前253年に執政官に就任したときである。同僚執政官はプレブス（平民）のガイウス・センプロニウス・ブラエススであった。第一次ポエニ戦争の最中であり、両執政官は共同で海軍を指揮することとなった。第一次ポエニ戦争の最中であり、両執政官は共同して海軍の作戦の指揮を執ることとなった。シケリア（シチリア）西岸のリルバイウム（現在のマルサーラ）付近での作戦は成功しなかったが、両執政官は260隻からなる艦隊を率いてアフリカ沿岸を襲撃した。ポリュビオスは、彼らは「何度も上陸は行ったが、大きな戦果はあげられなかった」とするが、他方オロシウスによれば、「海岸沿い全体を荒廃させ、占領・略奪した都市から多くの戦利品を持ち帰った」とされている。艦隊は帰途中に嵐に遭遇し、積載物を全て投棄しなければならなかったが、この処置のおかげで、無事にパノルムス（現在のパレルモ）に帰還することができた。しかし、イタリア沿岸のティレニア海で再び嵐に遭遇し、合計で150隻が失われてしまった。オロシウスは、この海難の場所をルカニアのパルヌロ岬沖であるとしている。
この損失のために、ローマはしばらくの間海戦を行うことができなくなった。カエピオに関するその後の記録は、現存する資料には無い。

## 参考資料

### 古代の資料
- オロシウス『異教徒に反論する歴史』
- ポリュビオス『歴史』
- カピトリヌスのファスティ

### 研究書
- Geiger J.  "The Last Servilii Caepiones of the Republic" // Ancient Society. - 1973. - No. IV . - P. 143-156 .
- Münzer F. "Sempronius 28" // Paulys Realencyclopädie der classischen Altertumswissenschaft . - 1923. - Bd. II, 2.-S. 1368-1369.
- Münzer F. "Servilii Caepiones" // Paulys Realencyclopädie der classischen Altertumswissenschaft . - 1942. - Bd. II A, 2. - Kol. 1775-1780.